# アカエリツメナガホオジロ
アカエリツメナガホオジロ（学名：Calcarius ornatus）は、スズメ目ホオジロ科に分類される鳥類の一種。
ホオジロの仲間。

## 分布
新北区に生息する。